# Disco 4 (Pet Shop Boys)
Disco 4 , ook wel Disco Four, is het vierde remix-album van de Pet Shop Boys. Waar vorige albums uit de Disco-reeks voornamelijk bestonden uit remixen van Pet Shop Boys-nummers door anderen, bevat het vierde deel uitsluitend mixen die door de Pet Shop Boys gemaakt zijn, zowel van hun eigen nummers als van nummers van anderen. Het album is in 2007 uitgebracht op het Parlophone label van EMI, en is (voorlopig) het laatste in een reeks van remix-albums. Het eerste album Disco werd uitgebracht in 1986. Het vervolg Disco 2 werd uitgebracht in 1994. Disco 3 verscheen in 2003.

## Tracks
1. The Killers - Read my mind (Pet Shop Boys 'Stars are blazing mix') (07:18)
2. David Bowie with Pet Shop Boys - Hallo spaceboy (Pet Shop Boys extended mix) (06:34)
3. Pet Shop Boys - Integral (Perfect immaculate mix) (06:38)
4. Yoko Ono - Walking on thin ice (Pet Shop Boys electro mix) (06:28)
5. Madonna - Sorry (Pet Shop Boys maxi-mix) (08:27)
6. Atomizer - Hooked on radiation (Pet Shop Boys orange alert mix) (05:44)
7. Rammstein - Mein Teil (PSB There are no guitars on this mix) (07:08)
8. Pet Shop Boys - I'm with stupid (Pet Shop Boys maxi-mix) (08:13)

## Speciale uitgave
Een beperkte oplage van de cd-versie van het album is uitgebracht met een slipcase. Deze versie is uitsluitend verkocht via de Britse keten HMV, en was uitsluitend te bestellen in de weken voordat het album werd uitgebracht. Deze versie heeft een ander catalogusnummer dan de reguliere versie, het album zelf is echter volledig identiek aan de reguliere versie. Het afwijkende catalogusnummer is ook alleen op de slipcase afgedrukt, de cd bevat het reguliere catalogusnummer.
Behalve op cd is het album ook uitgebracht op vinyl, in een beperkte, genummerde oplage.

## Trivia
- Doordat Disco 4 nummers van meerdere artiesten bevat, telt het voor de hitlijsten niet mee als een Pet Shop Boys-album, maar als een verzamelalbum. In de eerste week na release kwam het album in het Verenigd Koninkrijk binnen op de derde plaats van de Dance Album Top 40.
- Het album is niet te downloaden van officiële download-sites, in tegenstelling tot andere Pet Shop Boys-albums. Het bleek onmogelijk om de download-rechten van de verschillende artiesten rond te krijgen.
- De versie van Read my mind op Disco 4 verschijnt met dit album voor het eerst op cd in Europa. De mix was eerder alleen uitgebracht op promo-cd's in de Verenigde Staten. In Europa zijn wel een radio edit en instrumentale versie van deze mix verschenen.
- Volgens geruchten zou het nummer Integral op single uitgebracht worden ter ondersteuning van de release van Disco 4. Er zijn nieuwe versies, een videoclip en promo cd's van het nummer gemaakt, maar het is niet officieel op single verschenen. Wel zijn de nieuwe versies te downloaden van een aantal officiële download-sites. Op de officiële Pet Shop Boys website is het nummer echter niet vermeld als single.
- Van het album zijn promo-versies uitgebracht op cd en vinyl, die een aantal versies van het nummer Integral bevatten die niet op de officiële release terecht zijn gekomen. Dit zijn:
  - Perfect immaculate 7-inch (03:27)
  - Dave Spoon mix (07:10)
  - Dave Spoon dub (06:58)
- Het nummer Walking on thin ice van Yoko Ono werd oorspronkelijk uitgebracht in 1981, en was een bescheiden hit in het Verenigd Koninkrijk. In 2003 werd het nummer opnieuw uitgebracht als cd-single met een groot aantal remixen. Naast de Pet Shop Boys remixes bestaan er ook mixen van Danny Tenaglia, Felix Da Housecat en Peter Rauhofer, die allen al eerder met en voor de Pet Shop Boys hadden gewerkt. De remixes bereikten nummer 1 in de Dance Charts in de Verenigde Staten en een 35e plaats in de Engelse Top 40; dat laatste is precies dezelfde notering als de oorspronkelijke single in 1981.
- Op de hoezen van het album wordt het nummer Mein Teil vermeld als Mein teil. Alle Pet Shop Boys titels worden in principe alleen geschreven met de eerste letter als hoofdletter, tenzij er eigennamen in de titel voorkomen (zoals Kings Cross en West End girls). Echter Mein teil is grammaticaal onjuist, aangezien zelfstandige naamwoorden in het Duits met een hoofdletter geschreven dienen te worden. De juiste schrijfwijze was dus Mein Teil geweest.
- Het album is verre van compleet, het bevat niet alle nummers waarvan de Pet Shop Boys remixes gemaakt hebben. De meest opvallende omissies zijn:
  - Blur - Girls and Boys (1994)
  - The Bloodhound Gang - Mope (2000)